# Slivnitsa (ort)
Slivnitsa (bulgariska: Сливница) är en ort i Bulgarien.   Den ligger i kommunen Obsjtina Slivnitsa och regionen Sofijska oblast, i den västra delen av landet, 29 km nordväst om huvudstaden Sofia. Slivnitsa ligger 591 meter över havet och antalet invånare är 7 545.
Terrängen runt Slivnitsa är kuperad västerut, men österut är den platt. Slivnitsa ligger nere i en dal. Närmaste större samhälle är Kostinbrod, 15,4 km öster om Slivnitsa.
Trakten runt Slivnitsa består till största delen av jordbruksmark. Runt Slivnitsa är det tätbefolkat, med 297 invånare per kvadratkilometer.